# Gina & Chantal
Gina & Chantal is een Vlaams tragikomisch televisieprogramma waarvan het eerste seizoen vanaf 2 september 2019 op de Vlaamse televisiezender VTM te zien was. DPG Media maakte vanaf 1 augustus 2019 de reeks beschikbaar op hun online videoplatform VTM GO en gaf vervolgens elke donderdag 2 afleveringen vrij, zodat de reeks in zijn geheel online te zien was nog voordat ze op televisie verscheen.

## Verhaal
In een chique villawijk kan het contrast tussen Gina, de echtgenote van de welgestelde zakenman Mark, en haar poetsvrouw Chantal, niet groter zijn. Gina geniet samen met haar villawijk-vriendinnen Nicky en Eve met volle teugen van ‘het goede leven’, terwijl Chantal schulden heeft en het moeilijk heeft om de eindjes aan elkaar te knopen. Achter de mooie gevels van de villawijk gaat echter een geheim schuil dat het daglicht niet mag zien. Een geheim waarvan zelfs de vrouwen niet op de hoogte zijn.

## Vertolking

### Hoofdrollen
- Tine Embrechts als Gina Bresseleers, de echtgenote van Mark. Gina en Mark wonen in een villawijk in Lommel. Eve en Nicky zijn haar beste vriendinnen en wonen in dezelfde wijk.
- Nathalie Meskens als Chantal Van Gils, de kuisvrouw van Gina, Eve en Nicky. De oprechtheid van Gina doet Chantals bolster barsten en stilaan stelt ze zich open voor echte vriendschap.
- Tania Kloek als Eve, een van de beste vriendinnen van Gina en de echtgenote van Patrick. Ze heeft een moeilijke relatie met haar dochter Axelle.
- Joke De Bruyn als Nicky, een van de beste vriendinnen van Gina en de echtgenote van Michel.
- Nico Sturm als Patrick, de echtgenoot van Eve en een succesvol plastisch chirurg.
- Robbie Cleiren als Michel, de echtgenoot van Nicky en de zaakvoerder van een eigen BMW-garage, waar hij vooral meer garagist moet spelen dan zaakvoerder zijn.
- Filip Peeters als Mark Daenen, de echtgenoot van Gina. Hij draagt een geheim uit het verleden met zich mee waar zijn lieve echtgenote geen weet van heeft. Hij heeft geprobeerd een nieuwe start te nemen, maar een delete-knop voor het verleden bestaat niet...
- Mourade Zeguendi als Yvan, de afperser van Mark. Hij werkt in opdracht van Carl.

### Bijrollen
- Jonas Van Geel als Henk, de love interest en beste vriend van Chantal.
- Frances Lefebure als Jana, verpleegster in het ziekenhuis.
- Valentijn Dhaenens als Carl
- Anna De Ceulaer als Axelle, de dochter van Eve.
- Wouter Hendrickx als Benoit Merckx, de nieuwe schuldbemiddelaar van Chantal.